# Оцењивање
Оцењивање или евалуација (фр. évaluation) процењивање је неке вредности или појаве по неком утврђеном критеријуму или стандарду. То је процена унапред пројектованих и планираних активности неких појединаца, група или институција и њихових резултата. Евалуација није само завршна процена неког пројекта или програма, већ може бити и процена у свим фазама планирања и социјалних активности.